# Erkki Antila
Erkki Lauri Johannes Antila (Jurva, 14 de julio de 1954-28 de octubre de 2023) fue un deportista finlandés que compitió en biatlón.
Ganó cuatro medallas en el Campeonato Mundial de Biatlón entre los años 1977 y 1981. Participó en los Juegos Olímpicos de Lake Placid 1980, ocupando el quinto lugar en la prueba de 20 km, el séptimo en el relevo masculino y el decimosegundo en los 10 km.

## Palmarés internacional
| Campeonato Mundial | Campeonato Mundial    | Campeonato Mundial | Campeonato Mundial |
| Año                | Lugar                 | Medalla            | Prueba             |
| ------------------ | --------------------- | ------------------ | ------------------ |
| 1977               | Lillehammer (Noruega) | Medalla de plata   | Relevo             |
| 1979               | Ruhpolding (RFA)      | Medalla de plata   | Relevo             |
| 1981               | Lahti (Finlandia)     | Medalla de plata   | Velocidad          |
| 1981               | Lahti (Finlandia)     | Medalla de bronce  | Individual         |